# Rise of the Animals – Mensch vs. Biest
Rise of the Animals – Mensch vs. Biest (Originaltitel Rise of the Animals) ist ein US-amerikanischer Tierhorrorfilm aus dem Jahr 2011 von Chris Wojcik, der auch für das Drehbuch, den Schnitt und die Produktion zuständig war. Jeremiah Franco übernahm die Kamera und war ebenfalls für die Produktion zuständig.

## Handlung
Der Pizza-Lieferant Wolf erhält den Auftrag, Pizzen in eine Waldhütte zu liefern, wo junge Frauen eine reine Mädchenparty veranstalten. Daher beschließt Wolf, seinen Freund Jake mitzunehmen, um sich der Herausforderung nicht alleine stellen zu müssen. Als die beiden die Hütte nach einer holprigen Anfahrt erreichen, werden sie zu ihrer Freude von den jungen Frauen dazu eingeladen, mit ihnen mitzufeiern. Die beiden jungen Männer fühlen sich wie im Himmel und genießen den feuchtfröhlichen Abend.
Die laute Musik, das grelle Licht und die Menschen rufen aber schon bald weitere interessierte Gäste auf den Plan. Das ansässige Wild wie Rotwild oder Eichhörnchen nähern sich der Hütte. Sie alle scheinen an einer Art Tollwut erkrankt zu sein und entpuppen sich als Bestien, die die Menschen töten wollen. Nun hoffen die Frauen, dass Wolf und Jake sich als Helden entpuppen und die Kreaturen besiegen können.

## Hintergrund
Das Filmbudget für Rise of the Animals lag bei geschätzten 7.000 US-Dollar. Der Film feierte am 13. Mai 2011 seine Kinopremiere in den USA, am 24. Juli 2015 folgte der Vertrieb in Deutschland. Den Großteil der Besetzung machen Laiendarsteller aus. Charles Bigelow ist neben seiner Rolle als Grandpa lediglich 2010 im Kurzfilm Cop Movie als Schauspieler zu sehen. Wojcik und Franco übernehmen außerdem selber Nebenrollen.

## Rezeption
„Abstruse „Bad Taste“-Tierhorror-Komödie mit schlechten Computereffekten und noch schlechteren Tierattrappen.“

„Leider ist Rise of the Animals kein neuer Birdemic. Für Amateur- und Trashfilmfans gibt es dennoch den ein oder anderen spaßigen Moment. Für alle übrigen Horrorfans hat Rise of the Animals leider kaum etwas zu bieten.“

Filmchecker kritisiert außerdem die Spezialeffekte, mit denen die Tiere dargestellt wurden. Entweder wurde auf Plüschtiere oder schlechte CGI-Effekte zurückgegriffen. Allerdings meint das Blatt, dass dadurch einige Lacher entstehen, die die fehlende Spannung kaschieren können. Generell zieht sich der Film wie Kaugummi und die Unerfahrenheit von Regisseur Wojcik blitzt immer wieder auf. Die Handlung wird nicht nur aufgrund der fehlenden Spannung kritisiert, sondern auch wegen der völlig belanglose[n] Teen-Romanze.
Am 8. Oktober 2021 präsentierten Oliver Kalkofe und Peter Rütten Rise of the Animals auf Tele 5 in der Reihe Die schlechtesten Filme aller Zeiten, besser bekannt unter dem Kürzel SchleFaZ.